# Étienne de la Chapelle
Étienne de la Chapelle, genannt de Paris (* um 1123 in Paris; † 13. Februar 1173 daselbst), war der 67. Erzbischof von Bourges von 1171 bis 1173.

## Leben
Étienne de la Chapelle war ein Bruder von Gauthier I. de Villebéon, dem Großkämmerer von Frankreich, und gehörte somit der Familie Le Riche an. Er war Kanoniker an der Kathedrale von Sens, als er an der Krönung von König Ludwig VII. von Frankreich und Königin Adela am 13. November 1160 teilnahm. Als Abt von Déols wurde er 1162 von Papst Alexander III. zum Bischof von Meaux ernannt, 1171 dann zum Erzbischof von Bourges. Er starb am 13. Februar 1173 in der Abtei Saint-Victor in Paris an einer Vergiftung. Dort wurde er auch bestattet. Sein Bruder Gauthier I. de Villebéon stiftete ein Jahrgedächtnis zu seinem Gedenken.